# Wołek
Wołek [vouek] (německy Ochsenkopf) je kopec o nadmořské výšce 878 m, který se nachází v Polsku v Janovickém rudohoří (polsky Rudawy Janowickie) v Dolnoslezském vojvodství.

## Geografická poloha
Wołek leží přibližně 10 kilometrů na východ od města Jelení Hora a 3 kilometry na jih od obce Velké Janovice. Na jižní straně kopce se nachází roztroušené skály, které poskytují výhled do údolí směrem ke vsi Pisarzowice.

## Historie
Na vrcholu byla původně louka, roku 1880 došlo k zalesnění vrcholu kopce kosodřevinou. Na nejvyšším místě byl vztyčen kříž, zasvěcený Janu Pavlu II.

## Galerie

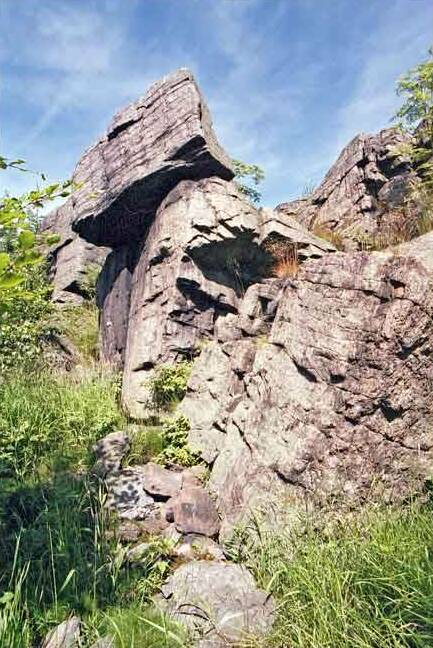
Skály na úbočí kopce Wołek
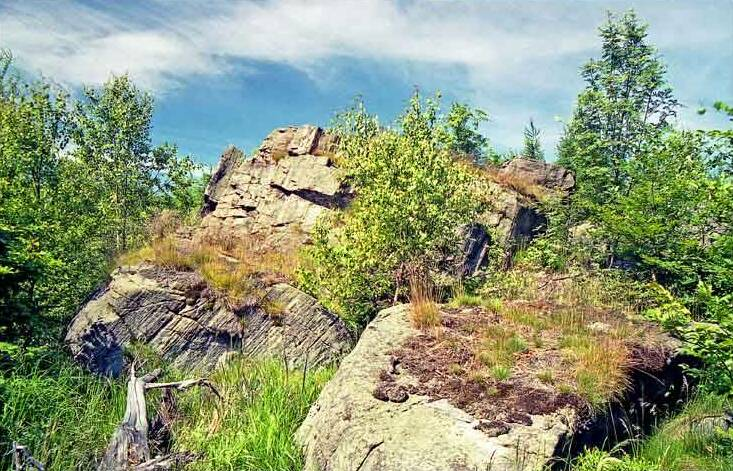
Skály na úbočí kopce Wołek